# Tiempos inolvidables
Tiempos inolvidables (título original Ready or Not) es una serie canadiense de drama adolescente creada por Alyse Rosenberg que trata del paso de la niñez a la adolescencia de dos chicas llamadas Amanda Zimm y Elizabeth 'Busy' Ramone (interpretadas por Laura Bertram y Lani Billard, respectivamente).
El show inició como un cortometraje llamado Thirty-Two Double A (Treinta y Dos Doble A), y fue convertido a serie ante el gran potencial notado por los productores.

## Argumento
La serie trata sobre el paso de la niñez a la adolescencia de dos chicas en los suburbios de Toronto, Amanda Zimm (Laura Bertram) y Elizabeth 'Busy' Ramone (Lani Billard), y muestra las vivencias y dificultades por las que atraviesan ambos personajes durante esta emocionante, pero también dura etapa.
Amanda es hija única con padres liberales de tendencias hippies, mientras que Busy forma parte de una familia italiana católica más conservadora y tradicional, y quien tiene tres hermanos mayores.

## Transmisión y formato
La serie se compone de un total de 5 temporadas y 65 episodios (13 episodios por temporada). Fue emitida originalmente por Showtime (3 de abril de 1993 – 1997) y posteriormente por Disney Channel (4 de abril de 1996 – 2000) y Global Network Television en Estados Unidos y Canadá.
En México fue transmitida doblada al español de 1996 a 2001 por Televisa a través de los canales 4 y 5 (XHGC) de lunes a viernes a las 9:00 AM y por Multimedios en 1997 por el canal 12 en Monterrey. En Argentina se emitió por primera vez el 16 de julio de 1994 con el título "Amigas para siempre". En Perú se transmitió de 2007 a 2009 por Red Global en el canal 13.
Canada Media Fund, a través de su canal de YouTube Encore+ publicó las 5 temporadas y 65 capítulos en su idioma original.

## Reparto

### Principales
| Personaje                | Intérprete      | Actor de doblaje (México)     |
| ------------------------ | --------------- | ----------------------------- |
| Amanda Zimm              | Laura Bertram   | Rommy Mendoza                 |
| Elizabeth 'Busy' Ramone  | Lani Billard    | Ariadna Rivas Rossy Aguirre   |
| Phyllis Zimm             | Gail Kerbel     | Gisela Casillas               |
| Leonard Zimm             | John Lefebvre   | Alfonso Ramírez               |
| Lucy Ramone              | Diana Reis      |                               |
| Sam Ramone               | Gerry Mendicino | Herman López                  |
| Manny Ramone             | Joseph Griffin  | Mario Raúl López              |
| Dominick Ramone          | Fab Fillipo     | Ernesto Lezama                |
| Frankie Ramone           | Noah Plener     | Javier Rivero                 |
| Michael 'Orejas de mono' | Benjamin Plener | Patricia Acevedo Enzo Fortuny |

### Recurrentes
- Amy Smith como Chrissy Frazer
- Jesse Nilsson como Justin
- Omari Moore como Troy Edwards
- Keram Malicki-Sanchez como The Lizard, The Liz
- Keith White como Petrocelli
- Amos Crawley como Bernie Sagittarius "Sag" Chearney
- Jason Deline como Ernie Lipnit
- Tamara Podemski como Carla
- Benjamin Plener como Michael "Orejas de Mono"
- Kari Matchett como Sheila
- Karl Pruner como Stephen Bennett
- Daniel Enright como Milan
- Ross Hull como Danny Masters

## Episodios

### Temporada 1
| N.º en general | N.º en temporada | Título                                             | Director              | Escritor                                                              | Fecha de |
| --- | ---------------- | -------------------------------------------------- | --------------------- | --------------------------------------------------------------------- | -------- |
| 1 | 1                | "Treinta y dos, doble A"                           | Alyse Rosenberg       | Alyse Rosenberg                                                       | 1993     |
| Cuando un chico muestra interés por ella, Amanda cree que está lista para un bra, a pesar de que su cuerpo no se ha desarrollado completamente. Una vez en la escuela, se da cuenta de que tal vez aún no es el momento para ello.                                                    |                  |                                                    |                       |                                                                       |          |
| 2 | 2                | "Cortina de humo"                                  | Graeme Campbell       | Historia por: Alyse Rosenberg Teleplay por : Hart Hanson              | 1993     |
| Frankie, el hermano mayor de Busy, comienza a relacionarse con algunos chicos mayores y a fumar. Busy intenta convencerlo de que lo deje, pero en cambio decide actuar como él para mantener la relación.                                                                             |                  |                                                    |                       |                                                                       |          |
| 3 | 3                | "Modelo perfecta"                                  | Sandy Wilson          | Historia por : Alyse Rosenberg Teleplay por : Beverley Cooper         | 1993     |
| Amanda se une al equipo de natación, y desearía que su cuerpo fuese más parecido al de Chrissy. En casa, sus padres intentan bajar de peso para una reunión de excompañeros, por lo cual Amanda toma la idea de hacer dieta.                                                          |                  |                                                    |                       |                                                                       |          |
| 4 | 4                | "La maldición de Busy"                             | Alyse Rosenberg       | Historia por : Alyse Rosenberg Teleplay por: Nicole Holofcener        | 1993     |
| Busy comienza su período. Ella no ve el convertirse en mujer como lo hacen su madre y Amanda, y le preocupa dejar de ser la persona que siempre fue. |                  |                                                    |                       |                                                                       |          |
| 5 | 5                | "El gran trago"                                    | Graeme Campbell       | Alyse Rosenberg                                                       | 1993     |
| Amanda y Busy acuden a la pijamada de Chrissy sin ser invitadas. Justin y sus amigos toman demasiado y humillan a un chico al intentar convencerlo de que participe en un juego de besos.                                                                                             |                  |                                                    |                       |                                                                       |          |
| 6 | 6                | "Solo miembros"                                    | Stacey Stewart Curtis | Alyse Rosenberg                                                       | 1993     |
| Al ser excluida de una fiesta en el club campestre por sus amigas adineradas, Chrissy decide demostrar que puede adquirir lo que sus amigas tienen, por lo cual convence a Amanda de robar un suéter con la promesa de mostrarle cómo ser "cool".                                     |                  |                                                    |                       |                                                                       |          |
| 7 | 7                | "La peor que ocurrió y lo mejor que nunca sucedió" | Alyse Rosenberg       | Historia por : Alyse Rosenberg Teleplay por : Marlene Matthews        | 1993     |
| Cuando la madre de Busy pierde a su bebé durante el embarazo, Busy se culpa a sí misma y al resto de la familia por no ayudar en los quehaceres del hogar. Mientras tanto, Amanda invita a Justin a una fiesta, sin embargo con el funeral próximo, no logra decidirse a cuál acudir. |                  |                                                    |                       |                                                                       |          |
| 8 | 8                | "Me ama, no me ama"                                | Stacey Stewart Curtis | Historia por : Alyse Rosenberg Teleplay por : Nicole Holofcener       | 1993     |
| Busy se enamora de su instructor de karate, a quien ve besarse después con otro hombre. Busy se pregunta si eso la hace ser gay y si serlo está mal. |                  |                                                    |                       |                                                                       |          |
| 9 | 9                | "Doble discurso"                                   | Graeme Campbell       | Historia por : Alyse Rosenberg Teleplay por: John May & Suzanne Bolch | 1993     |
| Durante un viaje escolar, Amanda se encuentra con Crissy y Justin en un closet, quienes no regresan a sus habitaciones hasta la mañana siguiente. Los rumores se difunden. Justin es alabado, pero todos llaman mujerzuela a Chrissy.                                                 |                  |                                                    |                       |                                                                       |          |
| 10 | 10               | "Negro o blanco, o tal vez gris"                   | Alyse Rosenberg       | Historia por: Alyse Rosenberg Teleplay por: Nicole Holofcener         | 1993     |
| Troy, quien logra obtener un empleo trabajando para el padre de Busy es despedido cuando un dinero desaparece. El padre de Busy muestra su lado racista. |                  |                                                    |                       |                                                                       |          |
| 11 | 11               | "Los orígenes del hombre"                          | Stefan Scaini         | Historia por : Alyse Rosenberg Teleplay por: Hart Hanson              | 1993     |
| Amanda y Michael son elegidos como equipo para realizar un reporte sobre los orígenes del hombre, pero sus creencias religiosas entran en conflicto con el concepto de evolución. Michael se enamora de Amanda y comprende cómo es que los chicos llegan a la pubertad.               |                  |                                                    |                       |                                                                       |          |
| 12 | 12               | "Vida salvaje"                                     | Graeme Campbell       | Marlene Matthews                                                      | 1993     |
| Una banda de rock atrae la atención de Amanda y Busy. La banda decide integrar a Busy en la batería, pero el papel de Amanda como administradora de la banda termina siendo humillante.                                                                                               |                  |                                                    |                       |                                                                       |          |
| 13 | 13               | "Besos caprichosos"                                | Alyse Rosenberg       | Alyse Rosenberg                                                       | 1993     |
| La madre de Busy decide mudarse para reconsiderar algunos aspectos de su vida. Amanda realiza una fiesta esperando dar su primer beso. |                  |                                                    |                       |                                                                       |          |